# Bazoches-au-Houlme
Bazoches-au-Houlme è un comune francese di 454 abitanti situato nel dipartimento dell'Orne nella regione della Normandia.

## Società

### Evoluzione demografica
Abitanti censiti